# Wolf Warrior 2
Wolf Warrior 2 (chinesisch 战狼2, Pinyin Zhàn Láng 2) ist ein chinesischer Actionfilm des Regisseurs und Drehbuchautors Wu Jing, der auch die Hauptrolle spielte. Bei einem Einspielergebnis von 5,68 Mrd. Renminbi (874 Mio. US-Dollar) war er der bis dahin erfolgreichste chinesische und der erfolgreichste nicht-englischsprachige Film nach Einspielergebnis. Er wurde als chinesischer Beitrag für den Besten internationalen Film bei der Oscarverleihung 2018 als möglicher Kandidat eingereicht.

## Handlung
Nach den Ereignissen von Wolf Warrior bringen Leng Feng und Mitglieder seines Special-Ops-Teams die sterblichen Überreste ihres Kameraden für dessen Beerdigung zurück in seine Heimatstadt und zur Familie ihres Kameraden, um dann zu sehen, dass diese kurz davor steht, komplett abgerissen zu werden. Eine Immobilienfirma reißt sein Haus und das der Familie seines Kameraden während der Beerdigung ab. Der Chef der Immobilienfirma stellt sie mit einer Pistole zur Rede und verhöhnt sie, weil sie der Familie die Überreste ihres Verwandten zeigen wollen, woraufhin sie den Chef angreifen. Der Boss fordert seine Handlanger auf, zurückzuschlagen, aber sie werden alle schnell von Feng und den anderen Soldaten ausgeschaltet. Kurz darauf trifft die Polizei ein und fordert Feng auf, die Waffe, die er dem Boss abgenommen hat, niederzulegen. Der Boss steht wieder auf und prahlt damit, dass er „die Familie dazu bringen wird, sich zu wünschen, tot zu sein“, was Feng so wütend macht, dass er dem Boss in den Bauch tritt, so dass er auf die Windschutzscheibe eines Polizeiautos kracht, was ihn tötet. Feng wird deshalb für zwei Jahre in ein Militärgefängnis gesteckt und aus der chinesischen Armee entlassen.
Nach seiner Entlassung aus dem Gefängnis geht Feng nach Afrika. Während er als Söldner für die Sicherheit auf einem Frachter sorgt, der Hilfsgüter nach Afrika liefert, vereitelt er einen Entführungsversuch somalischer Piraten, indem er sie im Nahkampf unter Wasser besiegt. Der Frachter kommt sicher an seinem Ziel an. Seit drei Jahren trägt Feng eine Kugel bei sich, die er gefunden hat, ein Hinweis auf die Entführung oder Tötung seiner Verlobten, Oberstleutnant Long Xiaoyun, die sich ereignete, als sie auf einer Mission war.
Feng und einige Einheimische spielen Fußball an einem Strand, als sie von Rebellen angegriffen werden, die die Regierung des afrikanischen Landes stürzen wollen. Kurz nach der Ankunft der Rebellen und Söldner, die die Regierungstruppen überrennen, trifft die chinesische Flotte ein, um chinesische Staatsangehörige zu evakuieren, die in den Bürgerkrieg verwickelt sind. Während er an Bord ist, erzählt ihm ein chinesischer Ladenbesitzer, bei dessen Rettung er geholfen hat, dass die Kugel, die er bei sich trägt, europäischen Söldnern gehört, die den Rebellen helfen. Nachdem er zufällig mitbekommen hat, dass Landsleute jemanden brauchen, der Arbeiter in einer chinesischen Fabrik und einen VIP (Dr. Chen, der den Impfstoff für Lamanla, eine fiktive tödliche Infektionskrankheit, entwickelt) retten soll, meldet er sich freiwillig. Allerdings ist er auf sich allein gestellt, da kein anderes Personal ihm folgen kann, solange sie sich auf fremdem Boden befinden, ohne die Erlaubnis der höheren Behörden des chinesischen Militärs. Er reist zu dem 60 Kilometer entfernten Krankenhaus und betritt dessen Gebäude gerade in dem Moment, als Dr. Chen versehentlich von den Söldnern unter der Führung von Big Daddy, einem skrupellosen amerikanischen Anführer der Söldner namens Dyon Corps, getötet wird. Mit seinen letzten Atemzügen fordert Dr. Chen ihn auf, seine Tochter, ein afrikanisches Mädchen namens Pasha, mitzunehmen. Feng und Pasha entkommen zusammen mit der Ärztin Rachel Smith dem Zugriff der Söldner. Auf der Flucht schneidet er sich auf einem Haufen von toten Lamanla-infizierten Körpern in die Hand. Sie setzen ihre Mission zur Rettung der Chinesen fort, während Feng auch die Mutter seines Patensohns retten will, die in der Fabrik arbeitet.
Als Feng in der Fabrik ankommt, wird er vom Sicherheitspersonal und dem Sohn des Fabrikbesitzers, Zhuo Yifan, einem eingebildeten Neureichen, der auch ein Waffenfanatiker ist, konfrontiert. Big Daddys Söldner greifen die Fabrik an, um Pascha gefangen zu nehmen, da sie denken, dass sie das Heilmittel für Lamanla hat. In der Fabrik erzählt Feng allen, dass die chinesische Flotte einen Hubschrauber schicken wird, um sie zu retten. Die Frauen und Kinder werden per Hubschrauber evakuiert, alle anderen gehen zu Fuß zur Flotte. Feng und sein alter Kumpel Yifan beschützen die Mitarbeiter der Fabrik vor den Mitgliedern der Rebellen und den Söldnern. Feng ist kurz davor, überrannt zu werden, als Big Daddy, die anderen Söldner und Rebellen den Befehl zum Rückzug erhalten. Der Rebellenführer sagt Big Daddy, dass kein Chinese sterben darf, weil er China braucht, wenn er an der Macht ist, da China ein ständiger Teil des Sicherheitsrates der Vereinten Nationen ist. Big Daddy tötet ihn deshalb und übernimmt die Führung. Er befiehlt allen, zurück in die Fabrik zu gehen, um Pasha zu holen und Feng zu töten. In der Fabrik beschließt Feng zu gehen, als die Fabrikarbeiter von seiner Infektion mit Lamanla erfahren. Er bekommt ein Serum gegen das Virus gespritzt und erfährt von Rachel, dass Dr. Chen ein Heilmittel hergestellt hat, indem er das Blut infizierter Patienten verwendete, die überlebten und Immunität entwickelten; Pasha, die in Wirklichkeit eine von Dr. Chens Patienten und nicht seine Tochter ist, ist die einzige überlebende Person mit Immunität.
Big Daddy und die anderen kommen in der Fabrik an, um Pasha gefangen zu nehmen und Feng zu töten. Sie treiben die Arbeiter zusammen und warten auf die Ankunft des chinesischen Hubschraubers. Feng kommt mit Rachel und Pasha an, um alle in der Fabrik Eingeschlossenen zu retten. Die Arbeiter werden gerettet, und der Hubschrauber trifft ein. Pasha und Rachel fliehen mit dem Hubschrauber, der abgeschossen wird, was diese allerdings überleben. Der Kampf geht weiter, alle gehen in Deckung und Feng und seine Verbündeten kämpfen gegen Horden von Söldnern und Rebellen des Dyon Corps. Als sie massive Verluste erleben, feuert die chinesische Flotte Raketen ab und schaltet die Panzer der Rebellen aus. Während des Kampfes erfährt Feng, dass die Kugel, die Xiaoyun tötete, Big Daddy gehörte, und, getrieben von der Wut über ihren Tod, tötet er Big Daddy in einem brutalen Kampf und rettet alle Überlebenden einschließlich Pasha und Rachel, indem er sie in ein UN-Lager bringt.
In der Post-Credit-Szene wird Feng von seinem Kommandeur erlaubt, zu seiner Militärstaffel zurückzukehren, dabei wird ihm ein Video gezeigt, welches zeigt, dass Xiaoyun noch am Leben ist.

## Einspielergebnis & Rezeption
Wolf Warrior 2 steht in der Liste der weltweit erfolgreichsten Filme derzeit auf Platz 84 (Stand: 31. Dezember 2024).
In China erhielt Wolf Warrior 2 allgemeines Lob für seine patriotische Handlung, die Spezialeffekte, die Actionsequenzen und die Leistungen der Darsteller. Er war ein massiver kommerzieller Erfolg und wurde zum umsatzstärksten chinesischen Film, der jemals veröffentlicht wurde. Der Film brach zahlreiche Rekorde an den Kinokassen. Im Ausland wurde die klischeebehaftete Darstellung eines afrikanischen Landes kritisiert, in dem Chinesen als Retter auftreten müssen. Der Film wurde mit patriotischen US-amerikanischen Filmen des Kalten Krieges wie Rambo II – Der Auftrag verglichen.
Seit seinem Erscheinen wurde der Film für nationalistische Stimmungen genutzt, am prominentesten durch die Assoziation einer Gruppe chinesischer Diplomaten und ihrer Vorgehensweise als Wolf-Warrior-Diplomaten durch chinesische Medien. Der Film gilt damit als Symbol für den stärker werdenden Nationalismus in China in der Ära von Xi Jinping.

### Kritik
„Die chinesische Antwort auf solche überdrehten Krachbumm-Hollywood-Franchises wie ‚Fast & Furious‘ – über die so absolut gar nicht subtil eingewobene Propaganda kann man hinwegsehen oder auch nicht.“

## Fortsetzungen
Die Fortsetzung des Films, Wolf Warrior 3, wurde in der Post-Credit-Szene des Films angekündigt.